# Space Jam: A New Legacy
Space Jam: A New Legacy (ook bekend als Space Jam 2) is een Amerikaanse liveaction / geanimeerde komische sportfilm uit 2021, geregisseerd door Malcolm D. Lee en geproduceerd door de Warner Animation Group. De film is een vervolg op de film Space Jam uit 1996. De hoofdrol wordt gespeeld door basketballer LeBron James. De film bevat ook de Looney Tunes-personages zoals Bugs Bunny, Daffy Duck en Marvin the Martian, en Lola Bunny. James treedt ook op als producer naast Ryan Coogler, die samen met Sev Ohanian het script schreef.

## Verhaal
Basketbalkampioen en wereldicoon LeBron James en zijn jongste zoon Dom (Cedric Joe) - die ervan droomt om een videogameontwikkelaar te worden in plaats van in de voetsporen van zijn vader te treden - komen vast te zitten in de Warner 3000 Server-Verse, een virtuele ruimte geregeerd door een tirannieke AI onder de naam Al-G Rhythm (Don Cheadle).
Nadat Dom is gevangengenomen, moet LeBron hem redden en veilig thuiskomen door Bugs Bunny, Daffy Duck, Porky Pig, Lola Bunny en andere notoir ongedisciplineerde Looney Tunes te leiden om een basketbalwedstrijd te winnen tegen de gedigitaliseerde kampioenen van Al-G op het veld, de Goon Squad: een team van krachtige virtuele avatars van professionele basketbalsterren. 

## Cast
- LeBron James als zichzelf
- Don Cheadle als AI-G Rhythm
- Cedric Joe als Dom James
- Khris Davis als Malik
- Sonequa Martin-Green als Kamiyah James
- Ceyair J Wright als Darius James
- Harper Leigh Alexander als Xosha James
- Xosha Roquemore als Shanice James
- Stephen Kankole als Jonge LeBron James (13 jaar)
- Wood Harris als Coach C

Ook volgende spelers uit de NBA (National Basketball Association) spelen zichzelf in de film:
- Sue Bird
- Anthony Davis
- Draymond Green
- Damian Lillard
- Klay Thompson
- Chris Paul
- Kyle Kuzma

Uit de WNBA zien we volgende speelsters aan het werk:
- Diana Taurasi
- Nneka Ogwumike
- Chiney Ogwumike

De volgende Acteurs/bekendheden hebben een cameo in de film:
- Slink Johnson als Warner Bros. bewaker
- Sarah Silverman als Warner Bros. Executive
- Steven Yeun als Warner Bros. Executive
- Ernie Johnson als commentator
- Lil Rel Howery als commentator
- Michael B. Jordan als zichzelf

Voice-cast voor de animatiefiguren:
- Jeff Bergman als Bugs Bunny, Sylvester, Yosemite Sam, Fred Flintstone en Yogi Bear
- Zendaya als Lola Bunny
- Gabriel Iglesias als Speedy Gonzales
- Eric Bauza als Daffy Duck, Porky Pig, Foghorn Leghorn, Elmer Fudd en Marvin the Martian
- Candi Milo als Granny
- Bob Bergen als Tweety Bird
- Fred Tatasciore als Tasmanian Devil
- Rosario Dawson als Wonder Woman
- Justin Roiland als Rick and Morty

## Productie

### Ontwikkeling
Een vervolg op Space Jam was al in 1997 gepland. Toen de ontwikkeling begon, zou Space Jam 2 een nieuwe basketbalcompetitie omvatten tussen de Looney Tunes en een nieuwe schurk genaamd Berserk-O !. Kunstenaar Bob Camp kreeg de opdracht om Berserk-O! en zijn handlangers uit te werken. Joe Pytka zou zijn teruggekeerd om te regisseren en Spike Brandt en Tony Cervone hebben zich aangemeld als animatiesupervisors. Michael Jordan was het er echter niet mee eens om in een vervolg te schitteren. Volgens Camp loog een producent tegen de ontwerpkunstenaars door te beweren dat Jordan zich had aangemeld om de ontwikkeling gaande te houden. Warner Bros. annuleerde uiteindelijk de plannen voor Space Jam 2.
Het potentiële vervolg keerde terug naar het begin als 'Spy Jam' hier zou Jackie Chan in het script spelen. De studio was ook van plan een film te maken met de titel Race Jam, met in de hoofdrol Jeff Gordon. Bovendien onthulde Pytka dat hij na het succes van de eerste film een verhaal had gekregen voor een vervolg waarin professionele golfer Tiger Woods zou hebben gespeeld, met Jordan in een kleinere rol. Pytka legde uit hoe het idee voortkwam uit een scriptconferentie buiten de studio, waarbij naar verluidt mensen betrokken waren die aan de originele film werkten. Producent Ivan Reitman was naar verluidt voorstander van een film waarin Jordan opnieuw de hoofdrol zou spelen. De vervolgfilms werden uiteindelijk geannuleerd ten gunste van Looney Tunes: Back in Action (2003). Een film met de titel Skate Jam was aanvankelijk ook een idee met Tony Hawk in de hoofdrol. Er waren plannen om de productie onmiddellijk na de release van Looney Tunes: Back in Action te laten beginnen, maar deze werden geannuleerd vanwege de slechte financiële prestaties van de film, ondanks een verbeterde kritische ontvangst bij Space Jam.
De gesprekken over een vervolg op Space Jam begonnen na de release van de eerste film, maar gingen uiteindelijk niet door vanwege de weigering van Michael Jordan om terug te keren. Verschillende mogelijke spin-offs, gericht op andere atleten, waaronder Jeff Gordon, Tiger Woods en Tony Hawk, werden ook besproken, maar kwamen nooit tot bloei. Een door LeBron James geleid vervolg werd officieel aangekondigd in 2014, en na een aantal jaren begon het filmen onder Terence Nance in juni 2019 rond Los Angeles. Na een paar weken filmen verliet Nance het project; Lee werd ingehuurd om hem te vervangen in juli 2019. De productie werd afgerond in september 2019.

## Release
Space Jam: A New Legacy ging in première op 12 juli 2021 in de Regal LA Live bioscoop in Los Angeles. De film wordt in de Verenigde Staten op 16 juli 2021 in de bioscoop uitgebracht door Warner Bros. Pictures. Het is de eerste in de bioscoop uitgebrachte film met de Looney Tunes-personages sinds de release van Looney Tunes: Back in Action in 2003. In Nederland wordt de film op 14 juli 2021 uitgebracht.